# Парламентские выборы в Эстонии (1995)
Парламентские выборы состоялись в Эстонии 5 марта 1995 года. Правящие партии сильно уменьшили представительство, за исключением партии реформ, правопреемника эстонской Либерально-Демократической Партии. Главным победителем выборов был список коалиции, состоящей из Коалиционной партии и союза селян (Народного союза). Список коалиции получил 41 место, что является лучшим результатом в парламентских выборов Эстонии до сих пор.
Отечество (Национальная Коалиционная партия) (Rahvuslik Koonderakond Isamaa) и эстонская партия Национальной Независимости образовали общий избирательный список на этот раз, тем не менее они получили только восемь мест в Рийгикогу. Избирательному списку правых, в который вошли представители отколовшейся от Отечества группы — Народной партии Республиканцев и консерваторов, удалось преодолеть порог в 5 % голосов.
Социал-демократы и Партия сельских центристов снова представили объединённый список и вскоре после выборов сформировалась новая группа под названием «умеренных».
Новичком выборов был «Наш дом — Эстония!», список русского этнического меньшинства. Среди списков, не преодолевших порог, был список, известный как четвёртая власть, образовавшийся в составе Роялистов и зеленых.

## История

### Перед выборами
Поражение правящей правоцентристской партии не стало неожиданностью, так как коалиционные партии уже были побеждены в 1993 году на местных выборах. Большинство избирателей были разочарованы шоковой терапией и скандалами, которые уже привели к отставке премьер-министра Марта Лаара. Премьерство Лаара также характеризовалось внутренней войной между коалиционными партнерами, а также различными группами в его собственной партии. Это привело к расколу в 1994 году, когда несколько групп покинуло «Отечество».

### После выборов
После выборов Коалиционная партия под руководством Тийта Вяхи и сельской партии сформировали коалиционное правительство с эстонской центристской партией, однако оно ушло в отставку уже осенью 1995 года, после так называемого кассетного скандала. Как следствие, партия центра была заменена партией реформ в правительстве. Эта коалиция, которая страдала от внутренних разногласий и столкновений между либеральной партией реформ и левоцентристской сельской партий прекратила существование в 1996 году, когда партия реформ покинула правительство. Коалиционная партия и её союзники из сельской партии Народный союз работали до следующих очередных выборов, в марте 1999 года.

## Результаты
| Список                                      | составляющие Партии | Голоса  | %    | Места |
| ------------------------------------------- | --- | ------- | ---- | ----- |
| Коалиционная партия и народный союз         | Коалиционная партия Народный союз | 174,248 | 32.2 | 41    |
| Партия реформ Эстонии                       | Партия реформ Эстонии | 87,531  | 16.2 | 19    |
| Центристская партия Эстонии                 | Центристская партия Эстонии | 76,634  | 14.2 | 16    |
| ППНК и ЕПНН                                 | Про Патрия Национальная коалиция Эстонская партия национальной независимости | 42,493  | 7.9  | 8     |
| Умеренные                                   | Социал демократическая партия Эстонии Сельская центристская партия | 32,381  | 6.0  | 6     |
| Наш дом-Эстония                             | Эстонская единая народная партия Русская партия Эстонии | 31,763  | 5.9  | 6     |
| Правые                                      | Народная партия республиканцев и консерваторов | 27,053  | 5.0  | 5     |
| Прекрасная Эстония-Гражданин Эстонии        | Эстонская партия народной охоты Эстонская национально-прогрессивная партия Эстонская националистическая партия Партия-Эстонский дом Партия Южноэстонских граждан Партия Североэстонских граждан | 19,529  | 3.6  | 0     |
| Партия Будущее Эстонии                      | Партия Будущее Эстонии | 13,907  | 2.6  | 0     |
| Справедливость                              | Эстонская демократическая трудовая партия Партия правового баланса | 12,248  | 2.3  | 0     |
| Эстонская фермерская партия                 | Эстонская фермерская партия | 8,146   | 1.5  | 0     |
| Кун Рох                                     | Независимая роялистская партия Партия эстонских зелёных | 4,377   | 0.8  | 0     |
| Эстонский националистский центристский союз | Эстонский националистский центристский союз | 3,477   | 0.6  | 0     |
| Лесная партия                               | Лесная партия | 3,239   | 0.6  | 0     |
| Эстонская голубая партия                    | Эстонская голубая партия | 1,913   | 0.4  | 0     |
| Эстонский демократический союз              | Эстонский демократический союз | 316     | 0.1  | 0     |
| Независимые                                 | Независимые | 1,444   | 0.3  | 0     |
| Недействительные голоса                     | Недействительные голоса | 5,142   |      |       |
| Всего                                       | Всего | 545,825 | 100  | 101   |
| Зарегистрированные избиратели и явка        | Зарегистрированные избиратели и явка | 790,392 | 69.1 |       |
| Источник: Nohlen & Stöver                   | |         |      |       |